# Денни, Эдвард

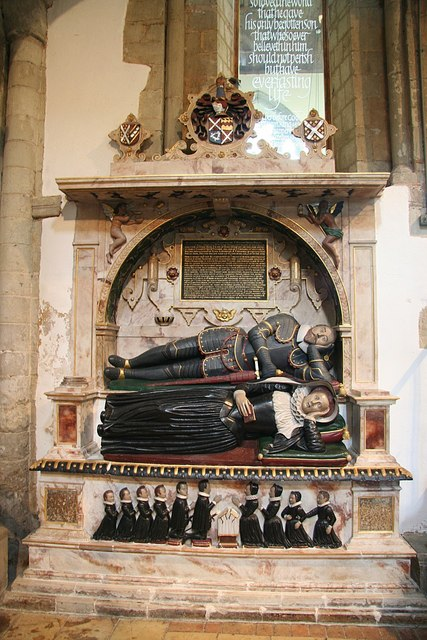
Памятник в Уолтем-Эбби, Эссекс, сэру Эдварду Денни и его жене Маргарет Эджкамб, с «плакальщиками», изображающими их семерых сыновей и трёх дочерей

Герб Эдварда Денни

Эдвард Денни (англ. Sir Edward Denny; 1547 — 12 февраля 1600) — рыцарь-баннерет епископов Стаффорда в Хартфордшире, английский военный, капер и искатель приключений во время правления королевы Елизаветы I.

## Происхождение
Родился в Чешунте, графство Хартфордшир, в 1547 году, вторым оставшимся в живых сыном сэра Энтони Денни (1501—1549), тайного советника короля Генриха VIII и одного из опекунов его маленького сына и преемника короля Эдуарда VI. Его племянником был Эдвард Денни, 1-й граф Норвич (1569—1637), который умер без мужского потомства и был похоронен в Уолтемском аббатстве в Эссексе.

## Карьера
Осиротев в детстве, он унаследовал родовые земли в графстве Хартфордшир. После нескольких незначительных назначений при дворе в 1573 году он отправился в Ольстер в военную экспедицию под руководством Уолтера Деверё, 1-го графа Эссекса. Затем Эдвард Денни занялся каперством, захватив испанский корабль в 1577 году и фламандский корабль в 1578 году. В том же году он присоединился к колонизационной экспедиции, возглавляемой сэром Хамфри Гилбертом и Уолтером Рэли. Однако их корабли были вынуждены повернуть домой из-за плохой погоды.

## Ирландия
Затем Эдвард Денни и его двоюродного брата Уолтера Рэли послали в Ирландию, чтобы помочь подавить Второе восстание графа Десмонда. Сэр Эдвард Денни возглавлял роту во время печально известной осады Смервика, когда 400 испанских и итальянских солдат были обезглавлены англичанами после капитуляции. В 1581 году он командовал ещё одной экспедицией в Ирландию и вернулся с головой Гаррета О’Тула, лидера одного из ирландских кланов.

## Шериф, рыцарь и член парламента
Сэр Эдвард Денни впервые стал членом парламента от Лискирда в Корнуолле с 1584 по 1585 год. Ему были дарованы земли в Трали, конфискованные у графа Десмонда; он стал верховным шерифом графства Керри и был посвящён в рыцари в 1588 году. Его поместья в Ирландии потерпели финансовый крах, и в 1591 году он вернулся в Англию, чтобы командовать морской экспедицией на Азорские острова. Не установлено, был ли это сэр Эдвард Денни или его племянник-тезка, который был избран рыцарем графства Уэстморленд в 1593 году, однако точно известно, что в 1597 году он был возвращён в Палату общин от «гнилого городка» Трегони в Корнуолле.
На следующий 1598 год Эдвард Денни вернулся в Ирландию во время Девятилетней войны и обнаружил, что конфискованная земля, которую ему предоставили, была разграблена. Недовольный отсутствием наград за свою службу короне, Эдвард Денни вступил в союз с Робертом Деверё, 2-м графом Эссексом. В конце 1599 или начале 1600 года Эдвард Денни «смертельно заболел на службе своей стране». Он умер 12 февраля 1600 года в возрасте 52 лет.

## Брак и дети

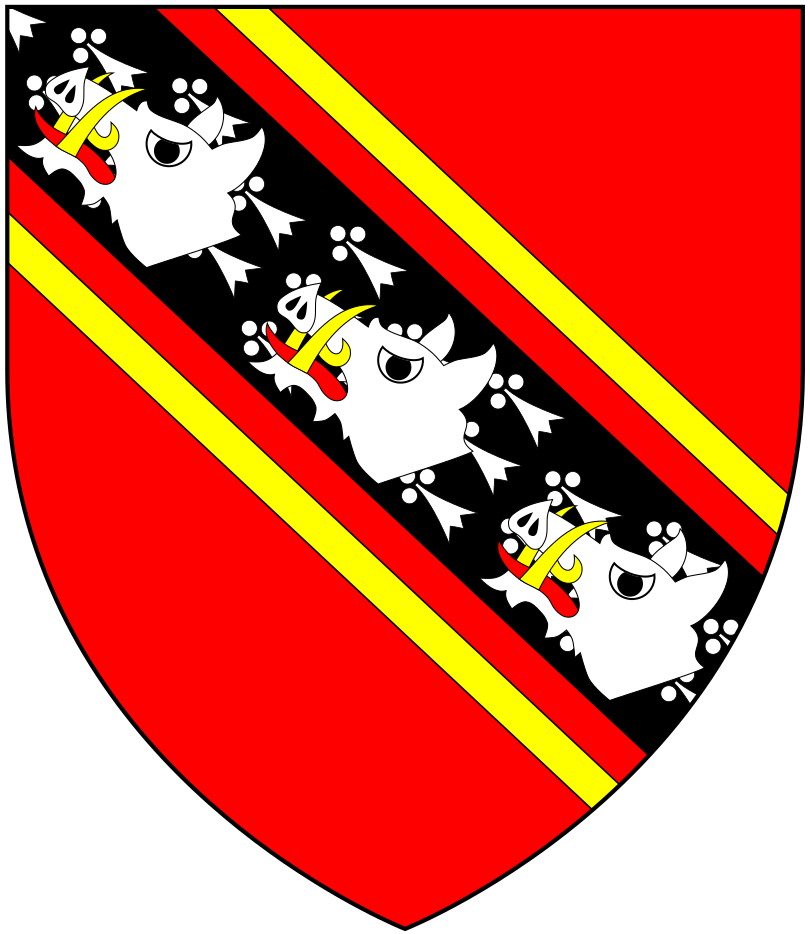
Герб рода Эджкамб

В 1583 году сэр Эдвард Денни женился на Маргарет Эджкамб (1560—1648), одной из фрейлин королевы Елизаветы, с которой он познакомился при дворе в 1581 году, дочери Пирса Эджкамба (1536—1608) из Маунт-Эджкамба и Котела, члена парламента. Маргарет пережила своего мужа и, скончавшись в 1648 году, была похоронена в церкви Святого Михаила, епископа Стортфорда. У супругов были следующие дети:
- Сэр Эдвард Денни, старший сын и наследник, основавший семью Денни в замке Трали в графстве Керри, Ирландия. Его потомком был сэр Барри Денни, 1-й баронет (ок. 1744—1794) из замка Мойл, созданный баронетом в 1782 году.
- Артур Денни (1584 — 4 июля 1619)
- Фрэнсис Денни
- Генри Денни (1595—1658)
- Энтони Денни (умер молодым)
- Энтони Денни (1592—1662)
- Томас Денни
- Чарльз Денни (умер 29 декабря 1635 года)
- Элизабет Денни (род. 1586)
- Онора Денни (умерла молодой)
- Мэри Денни (умерла 29 ноября 1678 года)

## Смерть и погребение
Эдвард Денни умер 12 февраля 1600 года в возрасте 52 лет и был похоронен в семейном склепе на церковном кладбище церкви Уолтем-Эбби в Эссексе, в которой сохранился его памятник с лежащими изображениями его самого и его жены. Расположенный рядом с высоким алтарём, он изображает Денни, лежащего на боку в доспехах, рядом со своей женой; на отдельном фризе ниже изображены его десять детей, стоящих на коленях.